# Бобровиці (Західнопоморське воєводство)
Бобровиці (пол. Bobrowice) — село в Польщі, у гміні Славно Славенського повіту Західнопоморського воєводства.
Населення — 294 особи (2011).
У 1975-1998 роках село належало до Слупського воєводства.

## Демографія
Демографічна структура станом на 31 березня 2011 року:
|          | Загалом | Допрацездатний вік | Працездатний вік | Постпрацездатний вік |
| -------- | ------- | ------------------ | ---------------- | -------------------- |
| Чоловіки | 160     | 35                 | 116              | 9                    |
| Жінки    | 134     | 33                 | 80               | 21                   |
| Разом    | 294     | 68                 | 196              | 30                   |